# Миним
Миним (сокращенное обозначение: min или ♏) (англ. Minim) — аптечная единица измерения в Британской Имперской и Американской системах мер для жидкостей, использовалась в основном в XIX—XX вв. (в Британской Имперской системе мер для жидкостей официально отменена 1 февраля 1971 года). До сих пор используется в аптеках некоторых стран для измерения дозы лекарства.
Миним был представлен в 1809 году в книге The Pharmacopœia of the Royal College of Physicians of London в качестве наименьшей аптечной меры как замена капле, которая различалась по размеру в зависимости от вязкости и относительной плотности в момент измерения (влияние поверхностного натяжения в то время ещё не было изучено). В отличие от капель, миним отмерялся при помощи специальной отградуированной стеклянной трубки, названной минимометр, или миним-трубка. Миним-трубка, как разновидность отградуированной пипетки, была изобретена в 1791 году Франсуа-Антуаном-Анри Декруазилем.

## В Британской Имперской системе мер для жидкостей
- 1 миним = 1/60 жидк. драхмы = 1/20 жидк. скрупула = 0,96 ам. минима = 0,05919 мл

## В Американской системе мер для жидкостей
- 1 миним = 1/60 жидк. драхмы = 0,06 мл